# Klášter Spišský Štiavnik
Opatství cisterciáků ve Spišském Štiavniku (latinsky Sancta Maria de Scepusio, maďarsky Szepes) bylo jediným středověkým cisterciáckým opatstvím na území dnešního Slovenska. Trvalo v letech 1223-1530 nebo 1542.

## Historie
Klášter byl založen v roce 1223 a uvedeni do něj byli cisterciáčtí mniši z polského Wąchocku. Fundátorem kláštera byl Koloman Haličský z rodu Arpádovců. Klášter ve své poměrně nedlouhé historii utrpěl za husitských válek, pak se ještě nakrátko vzpamatoval, a před polovinou 16. století byl zrušen.
Na troskách zrušeného opatství byl ve druhé půli 16. století postaven renesanční zámek.

### Posloupnost
Každý cisterciácký klášter má svou „rodovou linii“, vedoucí zpět až k původní cisterciácké komunitě v Citeaux. V případě Spišského Štiavniku tato linie vypadá následovně:
Citeaux – Morimond – Wąchock – Spišský Štiavnik